# شیرینی هلال خامه
شیرینی هلال خامه یکی از انواع شیرینی‌های سنتی ایرانی است. در این نوع شیرینی خامه، پودر قند و زرده تخم مرغ، آرد و کره بکار می‌رود. بر روی سطح شیرینی نیز زرده تخم مرغ و روغن به همراه زعفران حل شده و پودر قند مالیده می‌شود.